# Charles Péguy
Charles Péguy (Orléans, 7 gennaio 1873 – Villeroy, 5 settembre 1914) è stato uno scrittore, poeta e saggista francese.

## Biografia
Di modeste origini, sua madre era impagliatrice di sedie, mentre suo padre era morto pochi mesi dopo la sua nascita. Fu notato dal direttore dell'École Normale d'Orléans, che lo fece entrare al Liceo di Orléans dove ottenne una borsa di studio che gli consentì di diplomarsi brillantemente.
Ciò lo portò all'École Normale Supérieure di Parigi nel 1894. Qui fu allievo di Romain Rolland e di Henri Bergson, le cui lezioni lo segnarono molto e di cui poi divenne amico. In quegli anni sviluppò le sue convinzioni socialiste. All'inizio dell'Affare Dreyfus si schierò con i dreyfusardi. Vicino alla Sorbona fondò la libreria Bellais. Intanto nel 1900, dopo il quasi fallimento della sua libreria, si distaccò dai suoi soci Lucien Herr e Léon Blum e fondò la rivista Cahiers de la Quinzaine, allo scopo di far scoprire nuovi talenti letterari e pubblicare sue opere.
Vi collaborarono, tra gli altri, Romain Rolland, Julien Benda e André Suarès.
Nel 1907, si convertì al cattolicesimo. Da allora, produsse sia opere in prosa di argomento politico e polemico (Notre Jeunesse, L'argent), sia opere in versi mistiche e liriche. Tuttavia, la sua intransigenza e il suo carattere appassionato, lo resero sospetto sia agli occhi della Chiesa di cui egli attaccava l'autoritarismo, sia ai socialisti di cui denunciava l'anticlericalismo e in seguito il pacifismo. Questi sospetti saranno rafforzati da certi atteggiamenti del figlio, custode della sua memoria, che, dopo la sua morte, darà una lettura conservatrice dell'opera del padre.
Tenente della riserva, durante la prima guerra mondiale si arruolò nella fanteria. Morì in combattimento, all'inizio della prima battaglia della Marna, il 5 settembre 1914.

## Opere
- De Jean Coste  (1902)
- Notre Patrie (1905)
- Situations (1907–1908)
- Clio, dialogue de l'histoire et de l'âme païenne (scritto dal 1909 al 1912), uscito postumo
- Notre Jeunesse (1910), trad.it. La nostra giovinezza (1947)
- Le Mystère de la charité de Jeanne d'Arc (1910), trad.it. Il mistero della carità di Giovanna d'Arco
- Victor-Marie, Comte Hugo (1911)
- Le porche du mystère de la deuxième vertu (1911), trad.it. L'atrio del mistero della seconda virtù.
- Le Mystère des Saints Innocents (1912), trad.it. Il mistero dei santi Innocenti
- L'Argent (1913), trad.it. Il denaro (1991)
- La Tapisserie de Sainte Geneviève et de Jeanne d'Arc (1913)
- La Tapisserie de Notre-Dame (1913)
- Ève (1913), trad.it. Eva (a cura di Giuliano Vigini e Carlo Bo), Città Armoniosa, Reggio Emilia (1991)
- Note conjointe sur M. Bergson et la philosophie bergsonienne (1914)
- Note conjointe sur M. Descartes et la philosophie cartésienne (scritto nel 1914), uscito postumo
- Œuvres poétiques complètes, Œuvres en prose complètes I, II, III, Paris, Gallimard, "La Pléiade", 1941-1992.